# Veľký Šariš
Veľký Šariš (în germană Großscharosch, în maghiară Nagysáros) este un oraș din Slovacia cu 3.650 locuitori.

## Demografie
| An:                | 1994 | 2004    | 2014    | 2024    |
| ------------------ | ---- | ------- | ------- | ------- |
| Număr de persoane: | 3516 | 4468    | 5802    | 6976    |
| Diferență:         |      | +27,07% | +29,85% | +20,23% |

| An:                | 2023 | 2024   |
| ------------------ | ---- | ------ |
| Număr de persoane: | 6909 | 6976   |
| Diferență:         |      | +0,96% |